# 魔法少女ちゅうかなぱいぱい!
『魔法少女ちゅうかなぱいぱい!』（まほうしょうじょ ちゅうかなぱいぱい）は、1989年1月15日から同年7月9日までフジテレビ系列で放送された特撮テレビ番組。東映不思議コメディーシリーズの第9作。全26話。

## 概要
これまでロボットものや探偵ものであったが、終了した『スケバン刑事』シリーズや『少女コマンドーIZUMI』で好評だった要素を取り入れ実写版の「魔女っ娘」ともいえる美少女路線に方向転換した最初の作品である。
シリーズの路線変更に当たっては、当時新進アイドルとして活躍していた小沢なつきが起用された。小沢は、『ぱいぱい!』と同じフジテレビ系列のテレビドラマ『花のあすか組!』では確実な演技力を見せ、また同時期には雑誌のグラビアを飾っており、小沢の起用には路線変更に当たってのフジテレビ・東映関係者の意気込みが感じられる。これ以降シリーズのヒロインはみなアイドルが務めた。ヒロインものへの転換で女児層の人気を博し、またアイドルの起用により視聴者層を児童層のみならず一般層へも拡大させるなど、幅広いファン層の獲得に成功した。
シリーズスタート当初から制作に携わっていた平山亨が東映を退社したためスタッフより外れ、2年続けてプロデューサーを担当していた小林義明が企画職にスライドしたため、初めて日笠淳がチーフプロデューサーに昇格。また新たにメタルヒーローシリーズとの掛け持ちで、三ツ村鐵治が監督陣に加わった。
メインライターの浦沢義雄によれば、タイトルと中華路線はフジテレビプロデューサーの石原隆の発案によるものであり、浦沢は少女向けと中華風のミスマッチが良かったと述べている。
当初は1月8日に放送開始予定だったが昭和天皇崩御特番のため、翌週の15日からの放送開始にずれ込んだ。
また、この作品以降、関西テレビ放送が編成の都合上放送を打ち切ったため京都放送とサンテレビジョン（いずれも時差放送）でネット受けを行った。

### 早期終了
その人気は一部コアにまで広がり、当初は同年の12月までの一年間放送を予定していた。しかし主演の小沢が撮影を放棄したため、番組は僅か半年で終了となり、後番組『魔法少女ちゅうかないぱねま!』が急遽制作されることになった。製作スケジュールなどから新たな設定を立てることは難しかったため、『ちゅうかなぱいぱい!』と『ちゅうかないぱねま!』は同じ世界観で描かれることになり、本作品の一部の人物は『いぱねま!』にも登場している。最終話（第26話）には後番組の主人公・いぱねま（島崎和歌子）がシンゴと初対面する場面が設定され、これが後番組への伏線になっている。
小沢なつきの降板については諸説あるものの、どれも憶測の域を脱しないものである。小沢は本作品の降板と同時に、一旦は芸能界からも引退する（後に復帰）。後年小沢本人は深夜番組『ロンロバ!ハイティーンブギ』（TBS系）で降板理由について聞かれた際、「忙し過ぎてわけがわからなくなり、マネージャーと駆け落ちまがいのことを計画したが待ち合わせ場所に相手は来なかった」と話している。

## あらすじ
わがままな五目殿下が支配する中華魔界は、人間界から近いが人間は誰もその存在を知らない遠い世界。その中華魔界に住むヒロイン・ぱいぱいには、レイモンドという恋人がいた。だが五目殿下は、ぱいぱいを花嫁にするために邪魔なレイモンドを魔法でラーメンに変えてしまう。ラーメンとなったレイモンドは逃げ出す途中、ラーメンの器からナルトを落としていった。
かくてナルトの入っていないラーメンの姿をしたレイモンドを追いかけて人間界にやって来たぱいぱいは、母親代わり（家政婦）として高山家に居候することになる。人間界にいるときは普通の洋服を着つつ（伊達）メガネをかけた地味な姿をするが、騒動を解決する時は変身し、中華魔界での服装であるチャイナドレスを纏う。
インディ・ジョーンズを思わせる考古学者の父親・行男と3馬鹿兄弟で構成された高山家。お節介な行男の姉・三軒茶屋（ババア）。五目殿下の命令でぱいぱいを捕まえに来た間抜けな部下・ヌルハチとタクラマカン。さらには中華魔界ゲシュタポのリーダー・パイカルや、行男の幼なじみでヤクザの親分に頼りないお巡りさん…と、多彩なキャラクターとぱいぱいが毎回街中で珍騒動を巻き起こす異色コメディ作。

## 登場人物
ぱいぱい
聖中華魔女女子学院を卒業した中華魔女。中華魔界の支配者である五目殿下の求婚に逆らい、人間界に逃げてきた。五目殿下にラーメンにされた恋人のレイモンドを探している。ラーメンのレイモンドは逃げる途中でナルトを落としており、ぱいぱいは"最初からナルトが入っていないラーメン"を探している。ナルトは干からびないようにコップに入れ水を張り、常に大切にしている。
人間界で生活するために高山家の家政婦として、住み込みで子供たちの面倒を見る。変装のため、普段は大きな伊達メガネをかけ髪をほどいている。性格は単純で短気。中華料理が大得意だが、それ以外の料理は人並みかそれ以下。
「ウーラーナ、シャイオパラ、タイオパラ、カーサイターボウ」の呪文でペンダントを光らせ、元の中華魔女の姿に戻る。ペンダントはステッキになる。同じ呪文を唱えステッキの先端に息を吹きかけ様々な魔法を使用する。呪文は「ウーラーナ」か「シャイオパラ、タイオパラ」に省略される場合が多い。人間姿の時はコンパクトで魔法を使う。
第23話で原料が牡丹の花であることがわかる。
高山アキラ
高山家三兄弟の長男で小学校6年生。妄想癖があり、父親に似て調子がよく頼りない性格。三人揃って成績が悪くイタズラ好きで、周りからは「三バカ兄弟」と呼ばれる。自主的にイタズラをしかけず、弟たちのイタズラに便乗する傾向が強い。因みに兄弟の中で最も頭が悪く、小学校一年レベルの算数も出来ない。
高山トオル
三兄弟の次男で小学校4年生。三兄弟の中では比較的しっかり者だが、裏を返せば小賢しいいたずらが得意。
高山シンゴ
三兄弟の末っ子で小学校1年生。年少だが一番こまっしゃくれている。1歳の時に母親を亡くしているために母親の姿を知らず、それゆえに兄弟で一番ぱいぱいを慕っている。嘘をつくのが得意。
高山行男
考古学者で自称・世界的に有名。家庭ではいい加減な性格で、立場が悪くなると発掘の名目で海外へ逃げ出したり、発言を撤回したりする非常に頼りない父親。子供に対しては完全に放任で、子供の生活より研究の方を大切にしている。家庭内では着物で過ごし、発掘に行く時はインディアナ・ジョーンズを真似た服を着る。
妻とはシンゴが1歳の時に死別している。
三軒茶屋小百合
行男の姉で三兄弟の伯母。元は名門だった高山家の復興を掲げ、三兄弟をまともな人間になるようしっかりした教育をさせようとする。そのため、どんな時でも三兄弟に味方し、さらに魔女だと疑っているぱいぱいの存在が邪魔であり、家から追い出そうとする。根は優しいのだがそれが伝わらず、高山親子からは嫌がられ、陰で「三軒茶屋のババァ」と呼ばれている。
名前の由来は三軒茶屋。
ヌルハチ
五目殿下の部下。小柄で丸メガネにちょび髭の男。五目殿下からぱいぱいを中華魔界へ連れ戻す命を受けているが抜けている性格で、さらにレイモンドを想うぱいぱいに同情し少々協力的になってしまい失敗続き。目玉をぐるぐる回すことと電卓を叩くことで魔法を使う。人間姿の時は丸メガネとちょび髭はなくなる。
名前の由来はヌルハチ。
タクラマカン
五目殿下の部下でヌルハチの相棒。バンダナを被りサングラスをした、身長が高く体格のいい大男。頭が鈍く、性格も鈍くて単純。小鼻をひくひくさせることで魔法を使う。人間姿の時は伊達メガネをかける。
名前の由来はタクラマカン砂漠。
第23話で原料がタヌキであることがわかる。
パイカル
中華魔界ゲシュタポのリーダー。ヌルハチとタクラマカンのぱいぱい捕獲に相次ぐ失敗に業を煮やした五目殿下が送りこんできた。
バイクに乗って、旧ドイツ軍のような軍服を着て登場する。登場するたびに、ぱいぱいに罠と難題しかけ、捕獲をしかけるも、失敗する。
第23話でぱいぱいに、原料である砂にされて滅ぼされてしまう。
五目殿下
中華魔界の支配者。ぱいぱいに無理やり求婚するも、拒否されたことに逆上し、恋人レイモンドをラーメンにした張本人。
逃げて行ったぱいぱいを、部下のヌルハチ、タクラマカンらを人間界に送り込み奪還を目論む。
最終話で、ぱいぱいが召喚した大中華魔界の神々の怒りに触れ、五目中華丼にされてしまう。

## 出演
- ぱいぱい - 小沢なつき
- 高山アキラ - 湯本貴宣
- 高山トオル - 山中一希
- 高山シンゴ - 石上大輔
- 高山行男 - 斉木しげる、海老名政志（少年時代）（第22話、第24話）
- 三軒茶屋小百合 - 柴田理恵
- ヌルハチ - うえだ峻
- タクラマカン - 長江英和
- レイモンド - あらい正和
- パイカル - 大杉漣（第13話、第18話、第20話 - 第23話）
- 警察官 - 市川勇（第1話、第2話、第5話 - 第7話、第15話、第24話）
- 親分 - 及川ヒロオ（第6話、第16話、第24話）
- 森先生 - 森篤夫（第18話）
- 校長 - 歌澤寅右衛門（第13話、第17話）
- 五目殿下 - 石井洋祐

## スタッフ
- 企画 - 石原隆（フジテレビ）、木村京太郎（読売広告社、4話まで）、小林義明（東映）
- 原作 - 石ノ森章太郎
- 音楽 - 本間勇輔
- プロデューサー - 日笠淳、西村政行（東映）
- 撮影 - 林迪雄、利根川曻（J・S・C）
- 照明 - 大須賀国男、関口弥太郎、上原福松
- 美術 - 北郷久典、安井丸男
- 録音 - 渡辺一夫、岡田忠直
- 編集 - 水間正勝、阿部嘉之
- 記録 - 佐々木禮子、井上かずえ、森美禮、高津省子
- 助監督 - 佐々木良文、河田章、北出和也
- 選曲 - 秋本彰
- 整音 - 川島一郎
- 音響効果 - 原田千昭
- 装置 - 金子光夫
- 計測 - 山本英夫、大沢信吾
- 装飾 - 遊佐勇人(装美社)
- 衣裳 - 東京衣裳
- 美粧 - 上村恵(サンメイク)
- アクションアドバイザー - 岡田勝（大野剣友会アクションスタジオ）
- キャラクターコーディネーター - 小佐野聡（石森プロ）
- コレオグラファー - 西条満
- クレイイラスト - 林恭三
- イラスト - 野口竜
- 操演 - 羽鳥博幸
- 東通ecgシステム - 峰沢和夫、島田健治、勝俣修、石垣強、竹本圭司、福島利治
- 音響効果制作 - 原田サウンド
- 協力 - チャンネル16、レインボー造型企画
- 現像 - 東映化学
- 制作主任 - 小迫進
- 制作担当 - 鈴木勝政、田辺史子
- 制作 - フジテレビ、東映、読売広告社（ノークレジット扱い）

## 主題歌
| 使用箇所           | 使用回数      | 曲名                    | 作詞       | 作曲     | 編曲       | 歌手                       | レーベル                               |
| ------------------ | ------------- | ----------------------- | ---------- | -------- | ---------- | -------------------------- | -------------------------------------- |
| オープニングテーマ | 全26話        | あの娘が街にやって来た! | 佐藤ありす | 本間勇輔 | 信田かずお | 朝川ひろこ                 | 日本コロムビア                         |
| エンディングテーマ | 全26話        | 星空のダイアリー        | 佐藤ありす | 本間勇輔 | 信田かずお | 朝川ひろこ                 | 日本コロムビア                         |
| 挿入歌             |               | Private Panic!          | 亜蘭知子   | 青山裕   | 井上日徳   | 小沢なつき                 | ソニー・ミュージックエンタテインメント |
| 挿入歌             | 第19話        | あなたしかいらない      | 及川眠子   | 林哲司   | 山川恵津子 | 国実百合                   | 日本コロムビア                         |
| 挿入歌             | 第15話        | ガラスのタイプライター  | 売野雅勇   | 林哲司   | 萩田光雄   | 国実百合                   | 日本コロムビア                         |
| 挿入歌             | 第17話 第23話 | おねがいしますぼく達を  | 冬杜花代子 | 本間勇輔 | 信田かずお | 湯本貴宣 山中一希 石上大輔 | 日本コロムビア                         |

## 放送リスト
| 放送日         | 話数 | サブタイトル           | ゲストキャラクター                                            | 脚本     | 監督       |
| -------------- | ---- | ---------------------- | ------------------------------------------------------------- | -------- | ---------- |
| 1989年 1月15日 | 1    | あの娘が街にやって来た |                                                               | 浦沢義雄 | 坂本太郎   |
| 1月22日        | 2    | 中華魔界の秘密         |                                                               | 浦沢義雄 | 坂本太郎   |
| 1月29日        | 3    | 花のワルガキ隊         |                                                               | 大原清秀 | 三ツ村鐵治 |
| 2月5日         | 4    | さらわれたパイパイ     |                                                               | 大原清秀 | 三ツ村鐵治 |
| 2月12日        | 5    | 初恋はお嬢さま         | - お嬢さま（小島聖）                                          | 浦沢義雄 | 坂本太郎   |
| 2月19日        | 6    | 空地を取り戻せ!        |                                                               | 浦沢義雄 | 坂本太郎   |
| 2月26日        | 7    | 七色の恐竜             | - 母親（三谷悦代、速川明子） - 七色の恐竜（2体）              | 大原清秀 | 三ツ村鐵治 |
| 3月5日         | 8    | ホネまで愛して         | - 武部教授（大木正司） - 手下（吉村よう、作原利雄、鈴木信明） | 大原清秀 | 三ツ村鐵治 |
| 3月12日        | 9    | 母さんでもないのに…    |                                                               | 浦沢義雄 | 佐伯孚治   |
| 3月19日        | 10   | 会長の悪だくみ         | - 商店街会長（品川徹）                                        | 浦沢義雄 | 佐伯孚治   |
| 3月26日        | 11   | シンゴのガールフレンド | - 高山緑（菊地かおり）                                        | 浦沢義雄 | 坂本太郎   |
| 4月2日         | 12   | レイモンドとチャーハン | - チャーハン（上野めぐみ）                                    | 浦沢義雄 | 坂本太郎   |
| 4月9日         | 13   | 悪魔の椅子             | - 魔天郎（岩崎ひろし）                                        | 大原清秀 | 村山新治   |
| 4月16日        | 14   | ネコ踏んじゃった       |                                                               | 大原清秀 | 村山新治   |
| 4月23日        | 15   | 私のぱいぱい人形       |                                                               | 浦沢義雄 | 三ツ村鐵治 |
| 4月30日        | 16   | 哀しきミュージカル     |                                                               | 浦沢義雄 | 三ツ村鐵治 |
| 5月7日         | 17   | 幻のグラウンド         | - 教育委員長（二瓶鮫一）                                      | 大原清秀 | 坂本太郎   |
| 5月14日        | 18   | ザ・偉人伝             | - 排田排子（南風見恵子）                                      | 大原清秀 | 坂本太郎   |
| 5月21日        | 19   | シンゴのごきげんいかが |                                                               | 浦沢義雄 | 村山新治   |
| 5月28日        | 20   | 恐怖のママゴト         |                                                               | 大原清秀 | 村山新治   |
| 6月4日         | 21   | 東大の家庭科           | - 裏口入学を勧めるブローカー（西尾徳）                        | 大原清秀 | 坂本太郎   |
| 6月11日        | 22   | パパの少年時代         | - 脱獄囚（斉藤真、岩切慶暉）                                  | 大原清秀 | 坂本太郎   |
| 6月18日        | 23   | 地獄のハンマー         |                                                               | 大原清秀 | 佐伯孚治   |
| 6月25日        | 24   | 忘れられたかくれんぼ   | - ケンちゃん（皆川衆）                                        | 山永明子 | 佐伯孚治   |
| 7月2日         | 25   | 五目殿下の結婚式       | - 鈴木義男 - ドン貫太郎 - 古憲悟                              | 浦沢義雄 | 三ツ村鐵治 |
| 7月9日         | 26   | さようなら中華魔女     | - いぱねま（島崎和歌子）                                      | 浦沢義雄 | 三ツ村鐵治 |

## 放送局
- フジテレビ（制作局）：日曜 9:00 - 9:30
- 北海道文化放送：日曜 9:00 - 9:30[9]
- 岩手放送：月曜 16:07 - 16:35[9]
- 山形テレビ：日曜 9:00 - 9:30[10]
- 仙台放送：日曜 8:30 - 9:00（1989年2月 - 3月）→ 金曜 16:00 - 16:30（1989年4月 - 8月）[11]
- 新潟総合テレビ：日曜 9:00 - 9:30[9]
- 石川テレビ：金曜 17:30 - 18:00（1989年1月27日から1989年7月21日まで放送）[12]
- 長野放送：日曜 9:00 - 9:30[9]
- テレビ静岡：金曜 16:00 - 16:30[9]
- 東海テレビ：金曜 16:00 - 16:30[9]
- KBS京都：月曜 18:25 - 18:55[9]
- サンテレビ：月曜 18:30 - 19:00[13]
- 岡山放送：金曜 16:00 - 16:30[9]
- テレビ新広島：木曜 16:30 - 17:00[9]
- テレビ西日本：日曜 9:00 - 9:30[9]
- サガテレビ：金曜 16:00 - 16:30[9]
- テレビ熊本：水曜 16:00 - 16:30[9]

## 映像ソフト化
- 2003年6月21日から8月21日にかけてDVDが東映ビデオから発売された[14]。全2巻の各2枚組で各巻13話収録。東映不思議コメディーシリーズとしては初めて全話収録のソフト化となった。
- 2008年7月21日発売の「石ノ森章太郎 生誕70周年 DVD－BOX」に第1話が収録されている。

## ネット配信
- 東映特撮 YouTube Official：2011年8月1日 - 10月30日、2014年4月14日 - 7月13日、2018年5月21日 - 8月20日
- 東映特撮ニコニコおふぃしゃる：2013年3月13日 - 9月4日
- 2017年3月よりAmazonプライムで全話配信された。

## コミカライズ
- 谷沢直（小学館「ぴょんぴょん」誌）
- 井上良平（徳間書店「テレビランド」）